# متلولوك
متلولوك هو فيلم من نوع مقتبس ‏ ودراما أُصدر في 2007. الفيلم من إنتاج ANS Productions ‏، وهو من إخراج عبدالله اوغوز ‏، أما السيناريو فكان من كتابة زولفو ليفانيلي و وعبدالله اوغوز ‏ وسري سورييا اوندر. الفيلم مقتبسٌ من Bliss ‏ من تأليف زولفو ليفانيلي.

## القصة
تقع أحداث الفيلم في تركيا. وقصة الفيلم الرئيسية حول جرائم الشرف.

## طاقم التمثيل
- أمين جورسوي  [لغات أخرى]‏
- أوزغو نامال
- طلعت بولوت
- مصطفى افكران
- ليلي باساك
- مراد هان
- لالي منصور
- مرال جتينقايا

## الإنتاج
موسيقى الفيلم التصويرية كانت من تأليف زولفو ليفانيلي.

## وصلات خارجية
- متلولوك على موقع IMDb (الإنجليزية)
- متلولوك على موقع ميتاكريتيك (الإنجليزية)
- متلولوك على موقع نتفليكس (الإنجليزية)
- متلولوك على موقع ألو سيني (الفرنسية)
- متلولوك على موقع Turner Classic Movies (الإنجليزية)
- متلولوك على موقع أول موفي (الإنجليزية)
- متلولوك على موقع فيلمافينيتي (الإسبانية)
- متلولوك على موقع قاعدة بيانات الفيلم (الإنجليزية)
- متلولوك على موقع ليتربوكسد (الإنجليزية)
- متلولوك على موقع كينوبويسك (الروسية)